# Château Romer
Pour les articles homonymes, voir Romer.
Le château Romer, est un domaine viticole de 6.5 ha situé à Fargues en Gironde. En AOC Sauternes, il est classé deuxième grand cru dans la classification officielle des vins de Bordeaux de 1855.

## Histoire du domaine
Anciennement propriétés successives des comtes de La Mire Mory et de Beaurepaire de Louvagny, le domaine est depuis 1911 sous le contrôle de la famille Farges.

## Terroir
Sur les 6,5 ha du domaine deux seulement sont en production pour le cru classé. Le sol du terroir est graveleux et argilo-graveleux avec un encépagement à 90 % de sémillon, 5 % sauvignon, et 5 % muscadelle.